# Hyphus apicalis
Hyphus apicalis là một loài bọ cánh cứng trong họ Cerambycidae.